# Agnello di Sardegna
Agnello di Sardegna è una denominazione di carne ovine riservata esclusivamente agli agnelli nati, allevati e macellati in Sardegna.
Dal gennaio 2001, a livello europeo, la denominazione «Agnello di Sardegna» è stata riconosciuta indicazione geografica protetta (IGP) e suo disciplinare di produzione modificato nel 2010.

## Storia
L'allevamento ovino e in particolare dell'agnello è un'attività tipicamente sarda risalente all'epoca della civiltà nuragica dell'Età del bronzo. Negli scavi archeologici effettuati nei nuraghi del centro Sardegna sono stati rinvenuti resti di ossa d'agnello ed utensili relativi alla caseificazione datati 3000 a.C. che testimoniano questa antica tradizione. Altri ritrovamenti attestano invece l'esistenza di riti religiosi sacrificali relativi all'agnello, come ad esempio la statuina rinvenuta a Serri di un orante che offre agli dei delle pelli di agnello.
È importante considerare che nonostante l'abbondanza di pascoli e della pastorizia soprattutto ovina, nel ventesimo secolo la consumazione della carne (d'agnello ma anche di maiale e di pecora) era piuttosto secondaria, per lo più festiva, rispetto al pane.
Nel ventunesimo secolo il patrimonio ovino dell'isola ammonta a circa tre milioni di capi; circa il 70% degli allevatori, ovvero più di 3.000, sono soci del Consorzio per la tutela dell'IGP Agnello di Sardegna; ciò equivale designare l'agnello Sardo originario di questa determinata regione e ad assicurare una determinata qualità al consumatore. In dettaglio, la Disciplinare di Produzione IGP del Ministero delle politiche agricole alimentari e forestali "Agnello di Sardegna" garantisce che: L'Indicazione Geografica Protetta (I.G.P.) Agnello di Sardegna è riservata esclusivamente agli agnelli nati, allevati e macellati in Sardegna che siano in regola con le norme dettate dal presente disciplinare di produzione e identificazione.

## Caratteristiche
Di piccole dimensioni, l'agnello di Sardegna IGP si distingue per una carne morbida e bianca, per un odore intenso e l'estrema digeribilità e magrezza della carne. Suo sapore è deciso e selvatico, determinato dalle particolari condizioni degli allevamenti in cui l'agnello viene nutrito con latte materno e con alimenti naturali e in piena libertà.
Commercializzato fresco, può essere immesso sul mercato intero e/o porzionato secondo tre tipologie: da latte (5–7 kg), leggero (7–10 kg) e da taglio (10–13 kg).